# جمعه‌های اعتراضی در زاهدان
جمعه‌های اعتراضی در زاهدان یا اعتراضات جمعه‌های زاهدان به سلسله اعتراضات مستمر مردم زاهدان گفته می‌شود که بعد از جمعه خونین زاهدان در جریان خیزش ۱۴۰۱ ایران و به‌دنبال تجاوز فرماندهٔ انتظامی به دختری بلوچ، شکل گرفت و ادامه پیدا کرد.

## روزشمار

### ۱۴۰۱
۱۵ مهر
در اولین جمعه پس از این حادثه مولوی عبدالحمید، در مراسم نماز جمعه زاهدان که با حضور بی‌سابقه مردم همراه بود، خواستار «مجازات شرعی و قانونی» همه عاملان کشتار شهروندان در حادثه شد.
۲۲ مهر
جمعیت بزرگی از معترضان در زاهدان پس از نماز جمعه تظاهرات کرده و شعارهای ضدحکومتی داده‌اند. یکی از شعارهای اصلی آنها «مرگ بر بسیجی بی ناموس» بوده‌است.
۲۹ مهر
برای سومین هفته متوالی تجمع‌های اعتراضی پس از نماز جمعه زاهدان برگزار شد. در این تجمع‌ها شعارهای تندی علیه حکومت ایران و نیروهای امنیتی و بسیج داده شد. و در زاهدان ۵۷ نفر از معترضان بازداشت شدند.
۵ آبان
تجمع بزرگی شامگاه پنجشنبه ۵ آبان ۱۴۰۱ در مسجد مکی در حمایت از مولوی عبدالحمید، امام جمعه زاهدان برگزار شد. ساعاتی پس از انتشار اخبار و تصاویر این تجمع، فرمانده پلیس زاهدان و رئیس کلانتری ۱۶، در کنار مسجد مکی، برکنار شدند.
۶ آبان
با وجود برکناری رئیس پلیس و رئیس کلانتری ۱۶ زاهدان، نماز جمعه اهل سنت زاهدان بار دیگر با حضور انبوهی از معترضان برگزار شد. مولوی عبدالحمید در سخنرانی خود از نبود آزادی سیاسی در ایران انتقاد کرد. پس از نماز جمعه تظاهرات بزرگی انجام شد که با شعارهایی علیه حکومت و سید علی خامنه‌ای همراه بود. مأموران امنیتی بار دیگر به سوی معترضان تیراندازی کردند.
۱۳ آبان
در چهل و نهمین روز اعتراضات سراسری در ایران شهرهای زاهدان، خاش، راسک، سراوان و ایرانشهر در استان سیستان و بلوچستان بازهم شاهد شکل‌گیری اعتراض‌های مردمی شد. تجمع گروهی از مردم خاش مقابل فرمانداری این شهر باعث تیراندازی نیروهای امنیتی از ساختمان فرمانداری به سمت مردم شد. به گفته کمپین فعالان بلوچ «ده‌ها نفر» در جریان اعتراضات این روز کشته، زخمی و بازداشت شدند.
۲۰ آبان
در آستانه چهلم کشته‌شدگان جمعه خونین زاهدان، حسین اشتری، فرمانده کل نیروی انتظامی، محمد قنبری را به سمت فرمانده انتظامی سیستان و بلوچستان منصوب کرد. بر اساس این حکم احمد طاهری، فرمانده نیروی انتظامی در استان سیستان و بلوچستان از سمت خود کنار رفت.
در نخستین جمعه پس از چهلم کشته‌شدگان جمعه خونین زاهدان، معترضان در شهرهای زاهدان، سراوان، راسک، خاش، ایرانشهر و چابهار پس از پایان نماز جمعه روز ۲۰ آبان برای چندمین بار در هفته‌های گذشته با دادن شعارهای ضد حکومتی به خیابان آمده و نسبت به کشته شدن دست کم ۱۰۰ معترض از جمله ۱۶ کودک اعتراض کردند. روز قبل اعزام گسترده نیروی‌های یگان ویژه و سپاه پاسداران به زاهدان و دیگر شهرهای سیستان و بلوچستان انجام شد و محمد پاکپور، فرمانده نیروی زمینی سپاه پاسداران، نیز شخصاً وارد زاهدان شد.
۴ آذر
شهروندان زاهدان، سراوان، خاش و چابهار پس از نمازجمعه به خیابان‌ها آمدند و بار دیگر علیه حکومت اعتراض کردند. معترضان متشکل از زنان و مردان بلوچ در تظاهرات خود با اشاره به اعتراضات کردستان شعارهای «کرد و بلوچ برادرن، تشنه به خون رهبرن»، «مرگ بر خامنه‌ای»، «مرگ بر سپاهی»، «مرگ بر بسیجی» و «کردستان، کردستان، حمایتت می‌کنیم» سر دادند. مولوی عبدالحمید از رهبران حکومت و همچنین اصلاح‌طلبان انتقاد کرد و گفت جمهوری اسلامی به «بن‌بست» رسیده‌است. به گزارش «کمپین فعالان بلوچ» امروز بار دیگر مأموران امنیتی جمهوری اسلامی پس از نماز جمعه به روی مردم زاهدان آتش گشودند و ده‌ها نفر را کشته و زخمی کردند.
عبدالحمید در سخنرانی خود در نماز جمعه اهل سنت زاهدان به انتقادناپذیری رهبران جمهوری اسلامی اعتراض کرد. پیش از این نیز از سفر نماینده خامنه‌ای به زاهدان انتقاد کرده بود. وی با اشاره به «سیاست‌های چهل و سه سال» گذشته در جمهوری اسلامی، خطاب به رهبران این حکومت گفت: «فریاد و اعتراض مردم نشان می‌دهد که سیاست‌های شما به بن‌بست رسیده و به این ترتیبی که شما عمل می‌کنید نمی‌شود کشور را اداره کرد.» عبدالحمید رهبر مذهبی اهل سنت همچنین خواستار آزادی همه زندانیان سیاسی به ویژه زندانیان سیاسی کرد گردید و اضافه کرد که «برادران و خواهران کرد از بهترین اقوام ایرانی هستند. نباید با کردها با خشونت رفتار شود.»
۱۱ آذر
پس از هک خبرگزاری فارس و انتشار بخش‌هایی از بولتن خبرگزاری فارس علیه امام جمعه اهل سنت زاهدان، از شب قبل حامیان مولوی عبدالحمید در خیابان‌های این شهر در حمایت از او شعار داده و تجمع کرده بودند. ۱۱ آذر هم پس از نماز جمعه، حامیان او شعار «شیخ الاسلام با خدا، خامنه‌ای زیر پا» و «مرگ بر خامنه‌ای» سر دادند.
۲ دی
معترضان در دوازدهمین جمعه اعتراضی در زاهدان، بعد از سخنرانی مولوی عبدالحمید، امام جمعه زاهدان، به خیابان آمدند و شعارهای ضدحکومتی سردادند. مردم در این تظاهرات شعار می‌دادند: «مرگ بر بسیجی»، «زندان سیاسی آزاد باید گردد»، «مرگ بر دیکتاتور»، «قسم به خون یاران ایستاده‌ایم تا پایان»، «بسیجی، سپاهی، داعش ما شمایی …» زنان در اعتراضات زاهدان شعار می‌دادند: «برادر عزیزم خونت رو پس می‌گیرم» امام‌جمعه زاهدان با گذشت حدود سه ماه از «جمعه خونین زاهدان» بار دیگر خواهان محاکمه آمران و عاملان این کشتار گردید و این عمل را کار «حاکمیت و نظام» دانست و گفت: «حادثه جمعه خونین زاهدان برنامه‌ای از پیش تعیین شده بود.»
۹ دی
بر اساس گزارش‌های شبکه‌های اجتماعی، جمع قابل‌توجهی از مردم معترض در زاهدان شعار دادند: «مرگ بر خامنه‌ای» و «سپاه جنایت می‌کند، خامنه‌ای حمایت می‌کند.» مردم زاهدان بعد از نماز جمعه در خیابان تظاهرات کرده و عکس علی خامنه‌ای را آتش زدند.
۱۶ دی
مردم زاهدان بار دیگر با وجود فشارهای امنیتی با درد دست داشتن پلاکاردهای اعتراضی و دادن شعارهای ضد حکومتی «می‌کشم، می‌کشم آنکه برادرم کشت»، «نه کولبری، نه سوخت‌بری، آزادی و برابری»، «مرگ بر جمهوری اعدامی»، «مرگ بر ستمگر چه شاه باشه چه رهبر» و «امسال سال خونه، سیدعلی سرنگونه» به خیابان آمدند. آنها همچنین پلاکاردهایی با نوشته «نه سلطنت نه رهبری، دموکراسی برابری» نیز حمل کردند. دراین اعتراضات زنان نیز شرکت داشتند و شعارهای «آزادی، آزادی، آزادی» و «استاندار داعشی نمی‌خوایم نمی‌خوایم» سر دادند. نیروهای امنیتی جمهوری اسلامی با هجوم به خانه مردم معترض در زاهدان ۱۱۳ نفر شامل ده‌ها کودک و نوجوان را به طرز خشونت‌باری دستگیر کردند و دستگاه اطلاعاتی حکومت هم با فشار بر مولوی عبدالحمید، امام جمعه اهل سنت زاهدان، تلاش کردند تا وی را از بیان انتقادات تند بر حذر دارند.
۲۳ دی
براساس گزارش‌های شبکه‌های اجتماعی، معترضان زاهدان با شعارهای «مرگ بر خامنه‌ای، لعنت بر خمینی»، «مرگ بر خامنه‌ای»، «مرگ بر سپاهی، مرگ بر بسیجی»، «نه سلطنت نه رهبری، دمکراسی برابری»، «می‌کشم می‌کشم آنکه برادرم کُشت» و «مرگ بر ستمگر چه شاه باشه چه رهبر» تظاهرات اعتراضی برگزار کردند. در تظاهرات اعتراضی زاهدان پی در پی شعار «مرگ بر لاریجانی و مرگ بر خامنه‌ای» شنیده شد. همچنین معترضان با اشاره به اوج‌گیری سرکوب و اعدام چهار تن از معترضان شعار «این آخرین پیامه، اعدام کنی قیامه» سر دادند. از دیگر شعارها می‌توان به «می‌کشم می‌کشم آن که برادرم کشت» و «خامنه‌ای حیا کن، مملکتو رها کن» اشاره نمود.
۳۰ دی
هزاران تن از مردم معترض در زاهدان پس از نماز جمعه با شعاری ضد حکومتی «مرگ بر دیکتاتور»، «خامنه‌ای قاتله، ولایتش باطله»، «خامنه‌ای حیا کن، مملکتو رها کن»، «امسال سال خونه، سیدعلی سرنگونه»، «تهرانی باغیرت، حمایت، حمایت»، «نترسید، نترسید، ما همه باهم هستیم.» به خیابان آمده و تظاهرات اعتراضی برپا کردند. مولوی عبدالحمید، امام جمعه زاهدان، گفت حکومت نباید جوانان معترض را شکنجه و اعدام کند بلکه باید خواسته‌های آنها را برآورده سازد. این تظاهرات در زاهدان با وجود فضای شدید امنیتی و پست‌های مختلف بازرسی انجام گرفت. مولوی عبدالحمید نیز از این وضعیت امنیتی انتفاد کرد.
۷ بهمن
با وجود حضور گسترده نیروهای امنیتی و افزایش ایست و بازرسی‌ها در مناطق مختلف شهر زاهدان، به ویژه در اطراف مسجد مکی مردم پس از برگزاری نماز جمعه با دادن شعارهای ضد حکومتی: «این همه سال جنایت، مرگ بر این ولایت»، «مرگ بر بسیجی»، «مرگ بر دیکتاتور»، «بسیجی، سپاهی، داعش ما شمایید»، «سفره ما خالیه، خامنه‌ای جانیه» و « «لعنت بر خمینی» «مرگ بر خامنه ای»، در خیابان‌های این شهر تظاهرات اعتراضی برگزار کردند. بر اساس گزارش شبکه‌های اجتماعی نیروهای انتظامی به‌طور گسترده به تظاهرکنندگان در زاهدان حمله کرده و گروهی را دستگیر کرده‌اند. نیروهای امنیتی به سوی معترضان و منازل مسکونی در تقاطع خیابان‌های توحید و مدنی، نزدیک منزل مولوی عبدالحمید تیراندازی و گاز اشک آور پرتاب کردند. معترضان در زاهدان با حمل پلاکاردهایی که بر آن نوشته شده بود «وکالت ما مدرن است نه فرد محور» و «نه سلطنت نه رهبری، دموکراسی برابری».
۱۴ بهمن
مردم زاهدان پس از نماز جمعه به خیابان آمدند و شعارهای ضد حکومتی مانند: «مرگ بر خامنه‌ای»، «تجاوز، جنایت، مرگ بر این ولایت»، «چه دار باشه چه زندان، ایستاده‌ایم تا پایان»، «زندانی سیاسی آزاد باید گردد» و «می‌کشم می‌کشم آنکه برادرم کشت» سر دادند. همچنین جمعی از زنان نیز در این تظاهرات شرکت داشتند و روی یکی از پلاکاردهای‌شان نوشته شده بود: «نه تهدید می‌پذیریم نه تطمیع.» مولوی عبدالحمید در خطبه نماز جمعه گفت: در جمعه خونین زاهدان، ۱۵ نفر چشمشان کور و برخی قطع نخاع شدند و شماری پایشان را از دست دادند. عبدالحمید همچنین از حکومت جمهوری اسلامی درخواست کرد به پرونده ۱۰۰ کشته، ۳۰۰ زخمی و ۱۵ نابینا در «جمعه خونین زاهدان» رسیدگی کند.
۲۱ بهمن
مردم زاهدان پس از نماز جمعه با دادن شعارهای ضد حکومتی مانند «این آخرین پیامه، هدف کل نظامه»، «مرگ بر خامنه‌ای، لعنت بر خمینی»، «قسم به خون یاران، ایستاده‌ایم تا پایان»، «بسیجی سپاهی، داعش ما شمایی»، «کرد و بلوچ و آذری؛ برادری برابری»، «مرگ بر خامنه‌ای»، «مرگ بر ستمگر چه شاه باشه چه رهبر»، «نه سلطنت، نه رهبری، دموکراسی، برابری» و «از زاهدان تا تهران جانم فدای ایران» راهپیمایی اعتراضی برگزار کردند. به گزارش شبکه‌های اجتماعی، اعتراض کنندگان با شعار «زندانی سیاسی آزاد باید گردد»، خواستار آزادی زندانیان سیاسی بودند. همچنین پلاکاردهایی در دست داشتند که در آن‌ها به «رهبرتراشی» برخی از شبکه‌های تلویزیونی فارسی‌زبان در خارج ایران اعتراض شده بود. «نه به استبداد؛ نه به مرکزگرایی» نیز از دیگر پلاکاردهای در دست مردم بود.
۲۸ بهمن
در زاهدان با وجود تشدید فضای امنیتی شهر و برپایی ایستگاه‌های ایست و بازرسی و مسدود کردن بسیاری از مسیرهای منتهی به مصلای این شهر، مردم بعد از نماز جمعه تجمع اعتراضی برپا کرده و شعارهایی مانند: «مرگ بر خامنه‌ای»، «مرگ بر دیکتاتور»، «زندانی سیاسی آزاد باید گردد»، «بسیجی، سپاهی، داعش ما شمایید»، «مرگ بر سپاهی» و «مرگ بر بسیجی»، «قسم به خون یاران، ایستاده‌ای تا پایان» سر دادند. در این تظاهرات مسالمت آمیز ضد حکومتی در زاهدان زنان بلوچ نیز مانند هفته‌های گذشته شرکت کردند. فعالان بلوچ می‌گویند که اطلاعات سپاه از تجاوز به زنان به‌عنوان آخرین حربه خود برای توقف اعتراضات استفاده کرده‌است.
۵ اسفند
مردم در زاهدان علیرغم حضور سنگین نیروهای امنیتی و استقرار تک تیراندازان بر روی پشت بام ساختمان‌های اطراف مسجد مکی و بازداشت و ضرب و جرح مردم، با دادن شعارها ضد حکومتی به خیابان آمدند. مردم شعار می‌دادند: «قسم به خون یاران ایستاده‌ایم تا پایان»، «تجاوز، جنایت، مرگ بر این ولایت»، «می‌کشم، می‌کشم، هر که برادرم کشت»، «زندانی سیاسی آزاد باید گردد». همچنین مردم آزادیخواه بلوچ با در دست گرفتن بنرهای پارچه‌ای با شعار «مرگ بر ستمگر چه شاه باشه چه رهبر» و با شعار «مرگ بر دیکتاتور» خواستار دموکراسی و برابری بودند. بعد از قطعی اینترنت، فضای شهر زاهدان با ادامه تظاهرات به شدت امنیتی شد. طبق گزارش منابع مختلف بلوچ نیروهای سپاه پاسداران و لباس‌شخصی‌ها در نقاط مختلف شهر مستقر شدند و دستگیری‌ها ادامه پیدا کرده‌است. عفو بین‌الملل روز ۵ اسفند طی بیانیه‌ای اعلام کرد به اسنادی دسترسی پیدا کرده که حاکی از آن است که ابراهیم ریگی معترض ۲۴ ساله بلوچ، در اثر «ضرب و جرح» حین بازداشت و همچنین «شکنجه» در کلانتری ۱۲ زاهدان جان خود را ازدست داده‌است.
۱۲ اسفند
مردم زاهدان بعد از نماز جمعه با شعارهای «مرگ بر خامنه‌ای»، «بسیجی سپاهی، داعش ما شمایی» و «مرگ بر دیکتاتور»، «قسم به خون یاران، ایستاده‌ایم تا پایان»، «برادر شهیدم، خون تو پس می‌گیرم» و «می‌کشم، می‌کشم، آن که برادرم کشت». در خیابان‌های زاهدان تجمع و تظاهرات برگزار کردند. به‌رغم جو شدید امنیتی و اختلال اینترنت و برخورد خشونت‌آمیز مأموران نظامی و امنیتی، شهروندان بلوچ در خیابانها تظاهرات کردند. بر اساس گزارش شبکه‌های اجتماعی، معترضان به شکل خشن و فله‌ای بازداشت می‌شدند و نظامیان نیز مسجد مکی را محاصره کردند. همچنین مولوی عبدالحمید امام جمعه اهل تسنن در خطبه بعد از نماز جمعه، حکومت را مقصر مسموم‌سازی دانش‌آموزان اعلام نمود.
۱۹ اسفند
این هفته تظاهرات معترضان در زاهدان ادامه یافت و مولوی عبدالحمید، امام جمعه اهل سنت زاهدان نیز از برابری حقوق زنان با مردان دفاع نمود.
بر پایه گزارش شبکه‌های اجتماعی تظاهرکنندگان در زاهدان ضمن فریادهای «الله اکبر» شعارهایی مانند «برادر شهیدم خونِ تو پس می‌گیرم» و «می‌کشم، می‌کشم، آنکه برادرم کشت» سردادند. همچنین خواسته آزادی زندانیان و محکوم کردن کشتار کودکان در قالب شعارهایی مانند «زندانی سیاسی آزاد باید گردد» و «مرگ بر حکومت بچه‌کُش» از سوی تظاهرات کنندگان سر داده شد. هم‌زمان حوزه‌های علمیه اهل سنت با صدور بیانیه‌هایی ضمن حمایت از مولوی عبدالحمید، از محاصره مسجد مکی به‌وسیلهٔ نیروهای امنیتی جمهوری اسلامی به شدت انتقاد کردند.
۲۶ اسفند
مردم معترض زاهدان پس از نماز جمعه با دادن شعارهایی مانند: «از زاهدان تا تهران، جانم فدای ایران»، «امسال سال خونه، سیدعلی سرنگونه»، «زندانی سیاسی آزاد باید گردد»، «می‌میریم می‌میریم ذلت نمی‌پذیریم»، «برادر شهیدم، خونت رو پس می‌گیرم»، «بسیجی، سپاهی، داعش ما شمایی»، «جمهوری اعدامی نمی‌خوایم نمی‌خوایم»، «خامنه‌ای حیا کن مملکتو رها کن» راهپیمایی اعتراضی برگزار کردند. تظاهرکنندگان همچنین شعار می‌دادند: «می‌میریم می‌میریم ذلت نمی‌پذیریم»، «می‌کشم می‌کشم آنکه برادرم کشت»، «سلطنت ولایت یکصد سال جنایت»، «نه می‌بخشیم و نه فراموش می‌کنیم»، «آزادی می‌آید با می‌توان و باید»، «نه سلطنت نه رهبری دمکراسی برابری»، «مرگ بر ستمگر چه شاه باشه چه رهبر»، «مرگ بر دیکتاتور»، «قسم به خون یاران ایستاده‌ایم تا پایان» قبل از تظاهرات اعتراضی مردم، مولوی عبدالحمید امام جمعه اهل تسنن در نماز جمعه گفت: «ملت ایران رنگین کمانی است از رنگ‌های مختلف؛ اما نگاه مذهبی نتوانست در میان آنها مساوات و برابری اجرا کند. این نگاه باید تغییر پیدا کند.» بر اساس لیست شهدای اعتراضات سراسری ۱۴۰۱ توسط کانون حقوق بشر ایران، تعداد ۱۲۹ اسم مربوط به هم‌میهنان بلوچ است که در دو جمعه خونین هشتم و سیزدهم مهرماه در زاهدان و دیگر شهرهای بلوچستان کشته شدند.

### ۱۴۰۲
۴ فروردین
مردم زاهدان بعد از نماز جمعه در حالی که با اختلال عمده در اینترنت این شهر مواجه بودند با شعارهای اعتراضی و ضد حکومتی به خیابان آمدند. آنها شعار می‌دادند: «مرگ بر خامنه‌ای»، «ولایت، سلطنت، یکصد سال جنایت»، «مرگ بر ستمگر چه شاه باشه چه رهبر»، «مرگ بر بسیجی»، «مرگ بر سپاهی»، «آزادی آزادی آزادی»، «این آخرین پیامه، هدف کل نظامه»، «مرگ بر جمهوری اعدامی»، «مثل شهید یاسرم، برای مرگ حاضرم»، «توپ تانک فشفشه، آخوند باید گم بشه»، «می‌میریم می‌میریم، ذلت نمی‌پذیریم»، «خامنه‌ای قاتله حکومتش باطله»، «مرگ بر دیکتاتور»، «می‌کشم می‌کشم آنکه برادرم کشت.» در داخل مسجد مکی نیز مردم پلاکاردهایی برای آزادی زندانیان سیاسی و علیه فقر و فساد بالا بردند. مولوی عبدالحمید امام جمعه اهل سنت اعتراض مسالمت‌آمیز را حق قانونی مردم دانست و از برخورد حکومت با معترضان انتقاد کرد و کشته‌شدگان زاهدان را «سنگین‌ترین گناهی دانست» که در این شهر اتفاق افتاده‌است.
۱ اردیبهشت
در زاهدان معترضان به چند هفته سکوت خود خود پایان دادند و همزمان با عید فطر تظاهراتی با شعارهای «خامنه ای حیا کن، مملکت را رها کن» برگزار کردند.
۸ اردیبهشت
علیرغم فضای شدید امنیتی در زاهدان و شهرهای اطراف بعد از خطبه‌های نماز جمعه، تظاهرات ضد حکومتی شهروندان بلوچ با شعارهای «خامنه‌ای قاتله، حکومتش باطله»، «قسم به خون یاران، ایستاده‌ایم تا پایان»، «برادر شهیدم خونت رو پس می‌گیرم»، «از فنوج تا زاهدان، خونین تمام ایران»، «بسیجی سپاهی، داعش ما شمایی»، «رفراندوم، رفراندوم، رفراندوم»، «آزادی، آزادی، آزادی»، «خامنه‌ای حیا کن، مملکت را رها کن» برگزار گردید.
۱۵ اردیبهشت
مردم زاهدان در سی‌ویکمین جمعه اعتراضی خود به خیابان‌ها آمده و تظاهرات کردند و علیه حکومت شعارهایی مانند «مرگ بر جمهوری اعدامی»، «رهبر قاتل نمی‌خواهیم»، «خامنه‌ای حیا کن، مملکت رو رها کن»، «خامنه‌ای ضحاک، می کشیمت زیر خاک»، «بسیجی، سپاهی، داعش ما شمایید»، «قسم به خون یاران، ایستاده‌ایم تا پایان»، «برادر شهیدم خونت رو پس می‌گیرم»، «شعار سفره ما خالیه، خامنه ای جانیه»، «می‌کشم، می‌کشم آن که برادرم کشت» سر دادند. همچنین جوانان بلوچ پلاکاردهایی با این مضامین را با خود حمل می‌کردند: «حل شدن مشکلات کشور با کشتن مردم بلوچ، تیراندازی، اعدام، دستگیری»، «آرمان ما مرگ ندارد، شهادت یا آزادی» و «نهادهای بین‌المللی فریاد مظلومیت بلوچستان باشید». به دنبال اعدام دست کم ۲۰ نفر شهروند بلوچ ظرف ۵ روز، مولوی عبدالحمید امام جمعه اهل تسنن زاهدان گفت: «قوانین مربوط به اعدام که در مجلس شورای اسلامی هم تصویب شده، با قوانین بین‌المللی و شرعی مطابقت ندارند… هنر جمهوری اسلامی اعدام است.»
۲۲ اردیبهشت
مردم زاهدان، در یک جمعه اعتراضی دیگر با شعارهای «مرگ بر جمهوری اعدامی»، «زندانی سیاسی آزاد باید گردد»، «خامنه‌ای حیا کن، مملکت رو رها کن»، «برادر شهیدم خونت رو پس می‌گیرم»، «توپ تانک فشفشه، آخوند باید گم بشه» و «قسم به خون یاران، ایستاده‌ایم تا پایان» علیه جمهوری اسلامی و اعدام‌های گسترده بلوچ‌ها توسط حکومت به خیابان‌ها آمدند. برخی از معترضان بلوچ بنرهایی با این نوشته‌ها در دست داشتند: «به احترام ماه رمضان مدتی را سکوت کردیم همه ما را اعدام کردند، پس بنابراین سکوت حرام است حتی در ماه‌های حرام نباید سکوت کرد.» مولوی عبدالحمید امام جمعه اهل تسنن گفت: «مردم همان خواسته‌های ۵۷ را فریاد می‌زنند.»
۲۹ اردیبهشت
معترضان زاهدان به خیابان‌ها آمدند و شعار می‌دادند: «قسم به خون یاران، ایستاده‌ایم تا پایان»، «خامنه‌ای قاتله حکومتش باطله»، «هر یک نفر کشته شه، هزار نفر پشته شه»، «حکومت اعدامی نمی‌خواهیم نمی‌خواهیم». تجمع‌کنندگان علیه اعدام و کشتار مردم معترض به‌وسیلهٔ جمهوری اسلامی از جمله متهمان پرونده «خانه اصفهان» صالح میرهاشمی، مجید کاظمی و سعید یعقوبی فریاد زدند «جمهوری آخوندی و حکومت اعدامی» نمی‌خواهند. مولوی عبدالحمید گفت: «اعدام این سه نفر دردآور بود… اعتراف اجباری از متهمان و زندانیان در ایران به یک «مشکل اساسی» بدل شده‌است. از یک طرف مسئولان امنیتی و قضایی می‌گویند که اینها اقرار و اعتراف کردند، از طرفی قربانیان از داخل زندان پیام فرستادند که از روی اجبار اعتراف کردند.»

#### ۵ خراد
جمعیت بزرگی از مردم زاهدان به خیابان آمده و شعار می‌دادند: «مرگ بر حکومت اعدامی»، «مرگ بر خامنه‌ای»، «مرگ بر ستمگر چه شاه باشه چه رهبر»، «زندانی سیاسی آزاد باید گردد»، «مرگ بر دیکتاتور»، «مرگ بر سپاهی»، «مرگ بر بسیجی»، «این آخرین پیامه، هدف کل نظامه» «خامنه‌ای حیا کن مملکتو رها کن» و «زندانی سیاسی آزاد باید گردد». مولوی عبدالحمید خطاب به مقامات حکومتی گفت: «وقتی وکلا را زندانی می‌کنید، چه کسی جرئت می‌کند از مردم دفاع کند.» «کجای دنیا وکیل را احضار و زندانی می‌کنند.» همچنین وی از بی‌عملی نمایندگان مجلس انتقاد کرد و اضافه نمود: «چرا صدای نمایندگان مجلس بلند نمی‌شود»

#### ۱۲ خرداد
جمعیت بزرگی از مردم مانند جمعه‌های پیشین در زاهدان به خیابان آمدند و صدای اعتراض خود را با دادن شعارهایی مانند: «زندانی سیاسی آزاد باید گردد»، «مرگ بر دیکتاتور»، «مرگ بر سپاهی»، «مرگ بر خامنه‌ای»، «مرگ بر بسیجی»، «مرگ بر حکومت اعدامی»، و زندانی سیاسی آزاد باید گردد”، به سرکوبگران حکومت جمهوری اسلامی بلند کردند. همچنین آنها با دادن شعارهای «ایرانی، اتحاد انقلاب آزادی»، «می‌کشم، می‌کشم، آن که برادرم کشت»، «جمهوری اعدامی نمی‌خوایم، نمی‌خوایم»، «کرد، بلوچ و آذری، آزادی و برابری»، شعله اعتراضات را در زاهدان روشن نگه داشتند. مولوی عبدالحمید گفت: «روحانیون نباید وابسته به حکومت باشند. نباید در برابر اقدامات جمهوری اسلامی سکوت کنند. علما باید در کنار مردم باشند، باید بی‌طرف باشند، حقایق را بگویند و مستقل عمل کنند.»

#### ۱۹ خرداد
مردم زاهدان یک بار دیگر به خیابان آمده و دست به اعتراض زدند و مانند هفته‌های گذشته خواستار اتحاد همه ایرانیان برای سرنگونی جمهوری اسلامی شدند. معترضان پس از نماز جمعه با دادن شعارهای ضد حکومتی مانند: «زندانی سیاسی آزاد باید گردد»، «مرگ بر خامنه‌ای»، «ایرانی، اتحاد، انقلاب، آزادی»، «حمایت حمایت»، «قسم به خون یاران، ایستاده‌ایم تا پایان»، «برادر شهیدم، خونت رو پس می‌گیرم» و «می‌کشم، می‌کشم، آنکه برادرم کشت»، سر دادند.
در پی این تظاهرات ضد حکومتی در «جمعه اعتراضی» زاهدان، نیروهای امنیتی جمهوری اسلامی اقدام به بازداشت گسترده تعدادی از نوجوانان، جوانان در مناطق شیرآباد، غدیر، فلکه خیام و توحید شهر زاهدان کردند که بیشتر این نفرات «زیر هیجده سال» داشته‌اند.

#### ۲۶ خرداد
مردم زاهدان درحالی‌که پلاکاردهایی در دست داشتند که در آن خواهان اتحاد اقوام ایرانی بودند، با شعارهایی مانند «وقت اتحاد، وقت انقلاب»، «ایرانی، اتحاد، انقلاب، آزادی»، «کرد و بلوچ و آذری آزادی و برابری»، «مرگ بر خامنه‌ای»، «زندانی سیاسی آزاد باید گردد»، «برادر شهیدم خونت رو پس می‌گیرم» و «سهم بلوچ از ایران، انکار، گلوله، اعدام»، «می‌جنگیم می‌میریم ایران رو پس می‌گیریم»، تظاهرات اعتراضی بر پا کردند. همزمان با قطع‌بودن اینترنت در زاهدان و فضای سنگین امنیتی، هلی‌کوپترهای نظامی برفراز مصلی به گشت زنی پرداختند و در همه ورودی و خروجی‌های زاهدان نیروی‌های نظامی مستقر شده بودند. مولوی عبدالحمید امام جمعه اهل سنت نیز گفت نمی‌توانید فریاد زنان را خاموش کنید، برخورد با بهاییان قبیح است

#### ۱۶ تیر
نمازگزاران زاهدان پس از نماز جمعه به خیابان آمده و شعار میدادند: «می‌کشم می‌کشم، آن که برادرم کشت» و «برادر شهیدم، خونت رو پس می‌گیرم». شهروندان درحالی‌که پلاکاردی با شعار «مرگ بر خامنه‌ای» در دست داشتند، شعار میدادند «زندانی سیاسی آزاد باید گردد». آن‌ها همچنین پلاکاردی را در حمایت از توماج صالحی و عباس دریس، دو زندانی سیاسی در دست داشتند. فعالان بلوچ  روز ۱۵ تیر خبر دادند که یونس نهتانی ۳۵ ساله از اعضای باسابقه انتظامات مسجد مکی توسط اداره اطلاعات در زاهدان دستگیر و به مکان نامعلومی برده شد.  همزمان اینترنت نیز در شهر زاهدان پس از آغاز سخنرانی مولوی عبدالحمید امام جمعه اهل تسنن قطع شده و لایو اینستاگرام او متوقف شده بود.

#### ۲۷ مرداد
مردم معترض در زاهدان بعد از نماز جمعه با سر دادن شعار به خیابان‌ها آمده و خواستار آزادی زندانیان سیاسی شدند.

#### ۲۱ مهر
با وجود تداوم جو سنگین امنیتی مردم زاهدان با سردادن شعارهای اعتراضی و ضد حکومتی به خیابان‌ها آمدند. این در حالی است که نیروهای نظامی با برپایی چادر و بازدید بدنی شهروندان، معابر منتهی به مسجد مکی و مصلی زاهدان را مسدود کردند.

#### ۲۸ مهر
درحالی‌که نیروهای امنیتی و نظامی حضور گسترده‌ای در زاهدان داشتند، بار دیگر مردم به خیابان آمدند. در برخی مناطق شهر ماموران حکومتی به معترضان حمله کردند و با تیراندازی و پرتاب گاز اشک‌آور و با استفاده گسترده از گاز فلفل علیه معترضان اقدام کردند. معترضان شعار می‌دادند:‌ «نه غزه نه لبنان، جانم فدای ایران.»